# فرحناز پهلوی
فرحناز پهلوی (زادهٔ ۲۱ اسفند ۱۳۴۱) دخترِ محمدرضا پهلوی و فرح پهلوی است. پیش از انقلاب ۱۳۵۷، او با عنوان سلطنتی والاحضرت شاهدخت فرحناز پهلوی شناخته می‌شد.

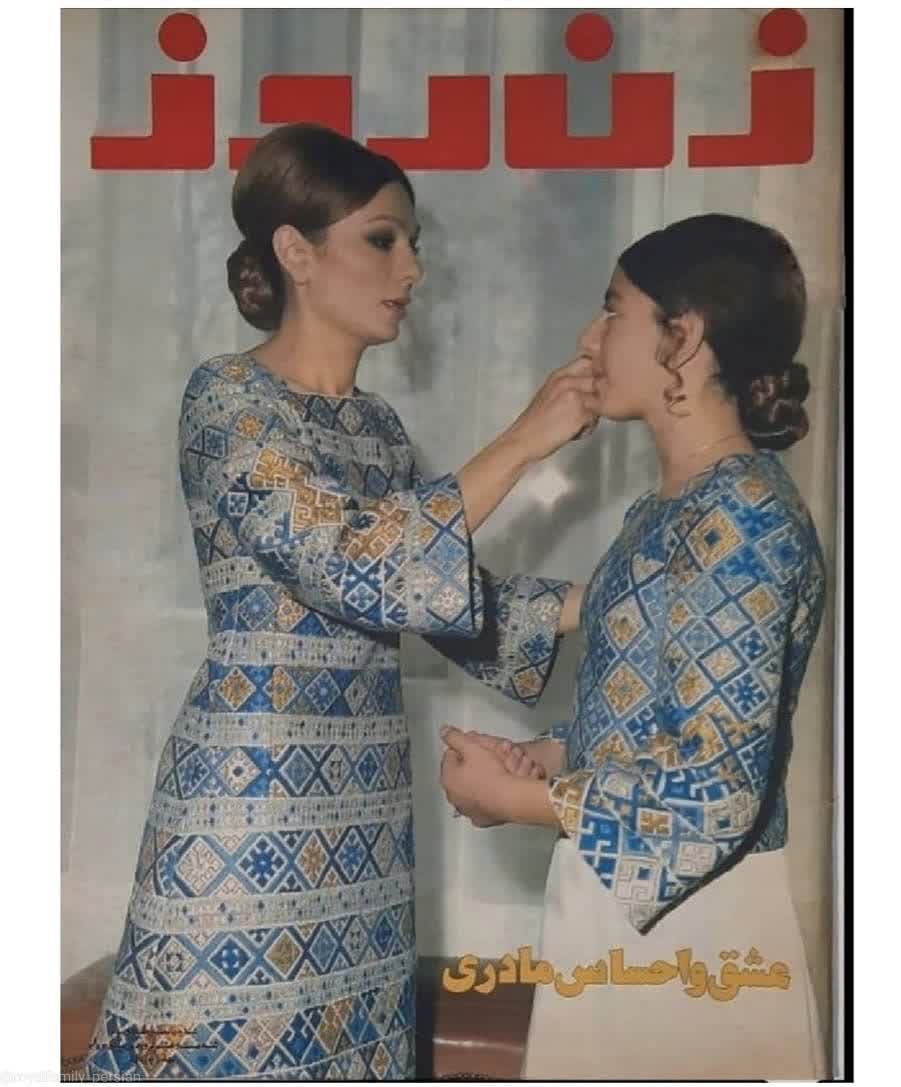
مجله زن روز

## زندگی
فرحناز پهلوی روز سه شنبه بیست و یکم اسفندماه سال ۱۳۴۱ در کاخ سعدآباد در تهران زاده شد، وی دومین فرزند فرح دیبا و محمدرضا پهلوی است، فرح دیبا مادر فرحناز پهلوی درباره زاده شدن فرحناز پهلوی چنین می‌گوید:
"..... فرحناز در بیست و یکم اسفندماه ۱۳۴۱ در آغاز رویدادهای مهم سیاسی در کاخ سعدآباد به دنیا آمد، اتاقی را که در یکی از زیرزمین‌ها به امور دندانپزشکی تخصیص یافته بود برای وضع حمل من آماده کردند، شادی فراوانی را که بر اثر ولادت یک دختر احساس کردم به یاد دارم، در این شادمانی من تنها نبودم بلکه والاحضرت اشرف و والاحضرت شهناز نیز با آگاهی از این خبر چنان فریاد کشیدند که کم مانده بود آقای نازنینی که برایم قرآن می‌آورد از پله‌ها سرنگون شود، پادشاه و پسر بزرگمان رضا فرحناز را در بغل گرفتند، همسرم از داشتن یک دختر خیلی خوشحال بود …" (کتاب: "کهن دیارا" نوشته: "فرح دیبا" چاپ دوم، سال ۱۳۸۸ صفحه صد و بیست و نه)
فرحناز پهلوی از سال ۱۳۴۹ تا سال ۱۳۵۷ از دانش‌آموزان دبستان و مدرسه راهنمائی تحصیلی ویژه نیاوران در تهران بود اما پس از رخ دادن انقلاب ۱۳۵۷ درس خواندن او نیمه‌ کاره ماند و ناچار شد در آذرماه سال ۱۳۵۷ به آمریکا و پیش برادرش رضا پهلوی برود. در آمریکا در آموزشگاه شبانه‌روزی ایتل واکر (Ethel Walker) برای خواندن درس‌های دبیرستانی نام‌نویسی کرد. آموزشگاه ایتل واکر که واکر نیز نامیده می‌شود یک آموزشگاه خصوصی و شبانه‌روزی به همراه تحصیلات تکمیلی در سیمزبری ایالت کنتیکت آمریکا است.
پس از آن که چندی در ایتل واکر درس خواند برای گرفتاری‌هائی که خانواده پهلوی بدان‌ها دچار شد درس خواندن در آمریکا را نیمه کاره رها کرده و در بهار سال ۱۳۵۹ به مصر رفت، در مصر در کالج آمریکایی قاهره نام‌نویسی کرد و در سال‌های ۱۳۵۹ و ۱۳۶۰ در آنجا درس خواند، فرحناز پهلوی هنگام درگذشت پدرش محمدرضا پهلوی که برای دچار شدن به بیماری سرطان و نافرجام ماندن درمان‌های گوناگون رخ داد در کنار تخت او در بیمارستانی در قاهره بود و در تشییع جنازه پدرش نیز شرکت کرد.

فرحناز پهلوی پس از چندی دوباره از مصر به ایالات متحده آمریکا بازگشت و در کالج بنینگتون (Bennigton College) در بنینگتون، ورمونت پذیرفته شد. آن چنان‌که فرح پهلوی مادر فرحناز پهلوی می‌گوید درس خواندن فرحناز پهلوی در زمانی که در این کالج دانشجو بود بدون دردسر و آزار نبوده‌است، فرح دیبا می‌گوید:
"..... فرحناز که دیپلم متوسطه‌اش را در مصر گرفته بود در کالج بنینگتون در ورمانت پذیرفته شده بود اما متأسفانه یکی از استادان او سفیر سابق جمهوری اسلامی در سازمان ملل در زمان گروگانگیری بود! فرحناز مقاله بسیار خوبی دربارهٔ نفت تهیه کرده بود اما این مرد که از هر فرصتی برای محکومیت سلطنت استفاده می‌کرد به بهانه این که فرحناز مقاله‌اش را به تنهائی ننوشته‌است تحقیق او را نپذیرفت! این بی‌عدالتی که به خاطر نام و اصل و نسب او بود به فرحناز حساس بسیار گران آمد و این تازه مقدمه‌ای بود بر رفتارهای ناپسند دیگر ..…" (کتاب: "کهن دیارا" نوشته: "فرح دیبا" چاپ دوم، سال ۱۳۸۸ صفحه سیصد و هشتاد و نه)
وی سپس به دانشگاه کلمبیا در نیویورک رفته و پس از دریافت پذیرش از دانشجویان آن دانشگاه شد، هنگامی که فرحناز از دانشجویان دانشگاه کلمبیا بود در آپارتمان اجاره‌ای کوچکی در نیویورک زندگی می‌کرد، سرانجام فرحناز پهلوی در سال ۱۳۶۹ از دانشگاه کلمبیا دانشنامه کارشناسی ارشد در رشته روان‌شناسی کودکان را دریافت کرد، فرحناز پهلوی خواهر تنی رضا پهلوی، علیرضا پهلوی و لیلا پهلوی و خواهر ناتنی شهناز پهلوی است، فرحناز پهلوی هم‌اکنون در شهر نیویورک زندگی می‌کند.

## نگارخانه

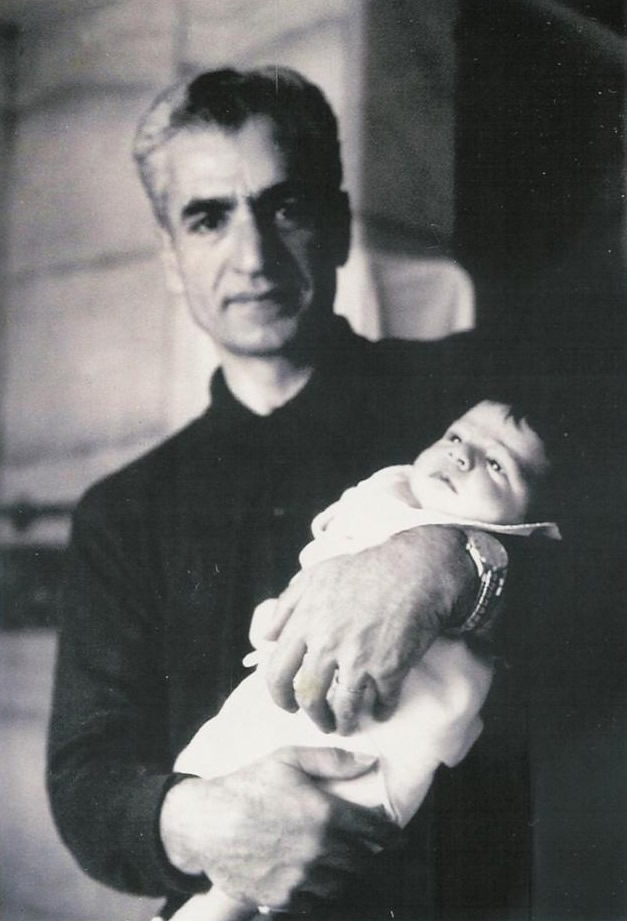
فرحناز پهلوی در آغوش پدرش محمدرضاشاه، ۱۳۴۲
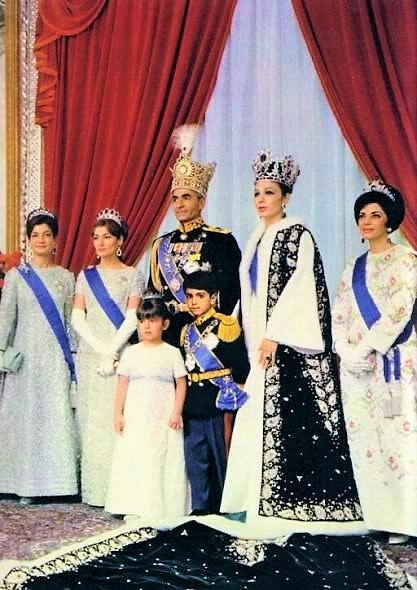
تاجگذاری شاه و شهبانو فرح، ۱۳۴۶ از راست، شاهدخت شمس، شهبانو فرح، محمدرضاشاه، شاهزاده رضاپهلوی،شاهدخت فرحناز پهلوی، شاهدخت شهناز پهلوی و شاهدخت اشرف.
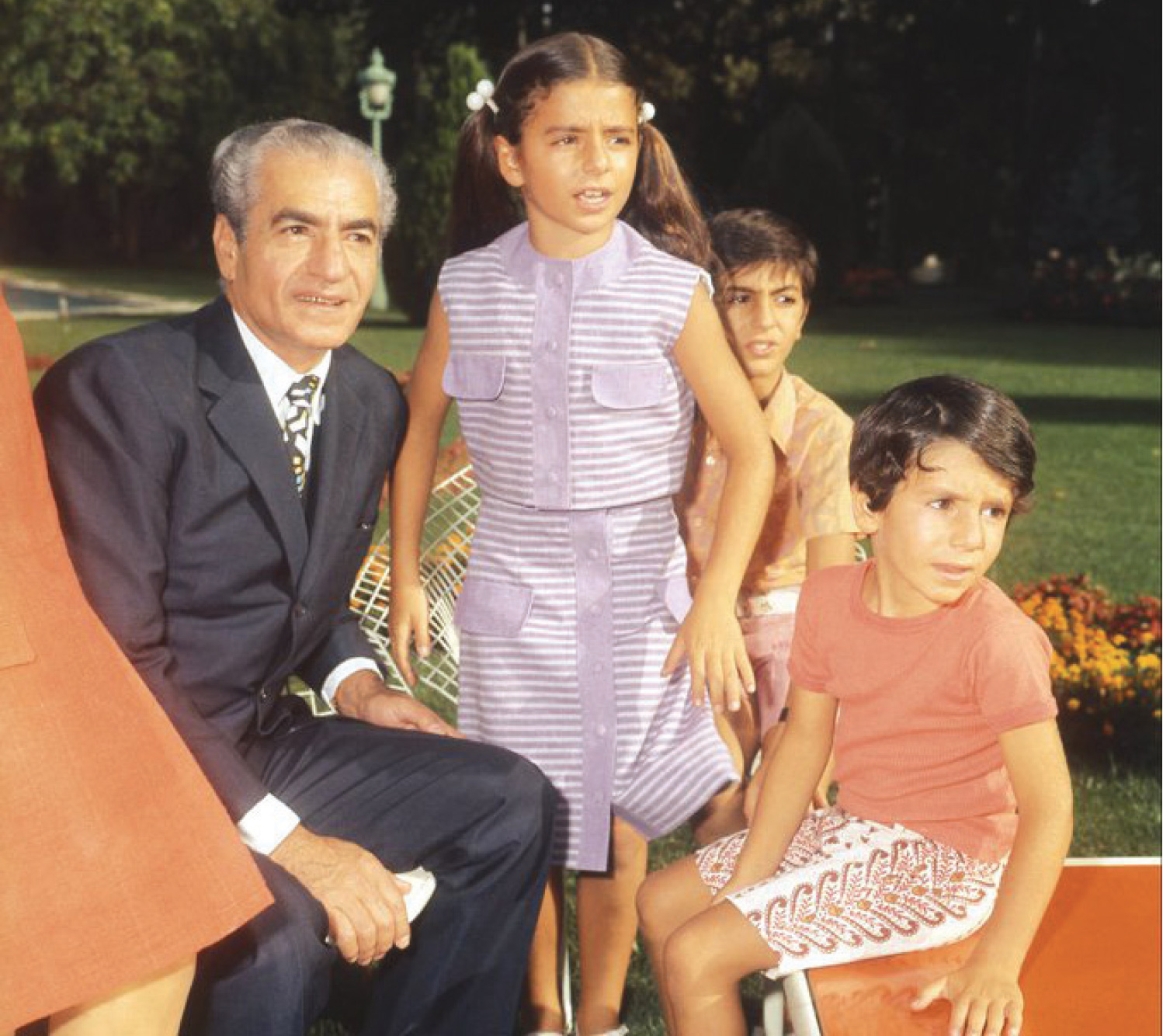
محمدرضاشاه و رضا و فرحناز و علیرضا، کاخ نیاوران، ۱۳۵۰